# 아주 특별한 찬양
《CTS선교방송 아주 특별한 찬양》은 복음전파의 사명을 가진 CTS를 미디어 선교사로 파송하고 뜨겁게 주님을 찬양하는 CTS기독교TV의 찬양 토크쇼이다. 한국교회 성도들의 뜨거운 간증과 은혜가 담긴 찬양신청곡을 통해 세계 열방 곳곳에 주의 복음이 담긴 찬양을 전한다.

## MC
- 김석균= 목사
- 김정석= 목사
- 플레이트 워십 (사역단체)